# Batalha de Bakouma
Batalha de Bakouma desenrolou-se entre dezembro de 2018 a janeiro de 2019, quando pesados confrontos ocorreram em Bakouma, na República Centro-Africana.

## Batalha
Em 31 de dezembro de 2018, os rebeldes da Frente Popular para o Renascimento da República Centro-Africana (FPRC) e da União para a Paz na República Centro-Africana (UPC) assumiram o controle da cidade de Bakouma após uma batalha com as forças anti-balakas. Cortaram as redes telefônicas e saquearam mais de 90% das casas. Também assassinaram os irmãos Madambari, líderes locais anti-balakas. Em 2 de janeiro de 2019, as forças da MINUSCA entraram na cidade exigindo a retirada das milícias. Mais de 12.000 pessoas tiveram que deixar a cidade para florestas e estradas locais sem nenhum abrigo. Em 8 de janeiro, 100 pessoas em Bangassou protestaram contra a violência em Bakouma. Em 16 de janeiro de 2019, as forças da MINUSCA recapturaram toda a cidade com o apoio das Forças Armadas Centro-Africanas e das milícias anti-balakas, forçando os combatentes da FPRC a deixarem o local. O último comboio deixou a cidade às 5 da manhã. No entanto, em sua retirada, os combatentes da FPRC incendiaram 40 casas.
As forças de manutenção da paz das Nações Unidas estabeleceriam uma base temporária na cidade para proteger os civis.